# Isikava Tacuzó
Isikava Tacuzó (石川 達三; Hepburn: Tatsuzō Ishikawa; Jokote, 1905. július 2. – 1985. január 31.) japán író, az első Akutagava-díj nyertese.
Akita prefektúra Jokote nevű városában született, többek között Kiotóban nevelkedett. A Vaszeda Egyetemen tanult irodalmat, de diplomát nem szerzett. 1930-ban két hónapig dolgozott egy brazíliai farmon, és élményeiről, a szegény sorsú japán kivándorlók életéről hosszú regényt írt Szóbó címmel (1935–39). Ennek első, folyóiratban közölt részletéért kapta 1935-ben a legelső Akutagava-díjat. 1938 januárjában a Csúó Kóron magazin riportereként hetekkel azután érkezett Nankingba, hogy a Japán Császári Hadsereg egységei elfoglalták a várost, és rettenetes vérfürdőt rendeztek benne. Félig tényirodalmi, félig regényes beszámolója, az Ikite iru heitai („Eleven katonák”, 1938) nemcsak az atrocitásokról, hanem a japán katonák harctéri sokkjáról, morálvesztéséről is tudósít. A cenzúra már előzetesen kihúzatta a negyedét, ennek ellenére publikáláskor a Csúó Kóron számának minden példányát bevonták, a szerzőt, a kiadót és a főszerkesztőt pedig letartóztatták „rendháborításért”. A teljes mű csak 1945 decemberében láthatott napvilágot. További fontos regényei: Kaze ni szojogu asi („Szélben hajladozó nádszál”, 1951), Ningen no kabe („Az emberi fal”, 1959). Munkásságáért 1969-ben Kikucsi Kan-díjjal jutalmazták.